# Georg Gottlieb Güldenapfel

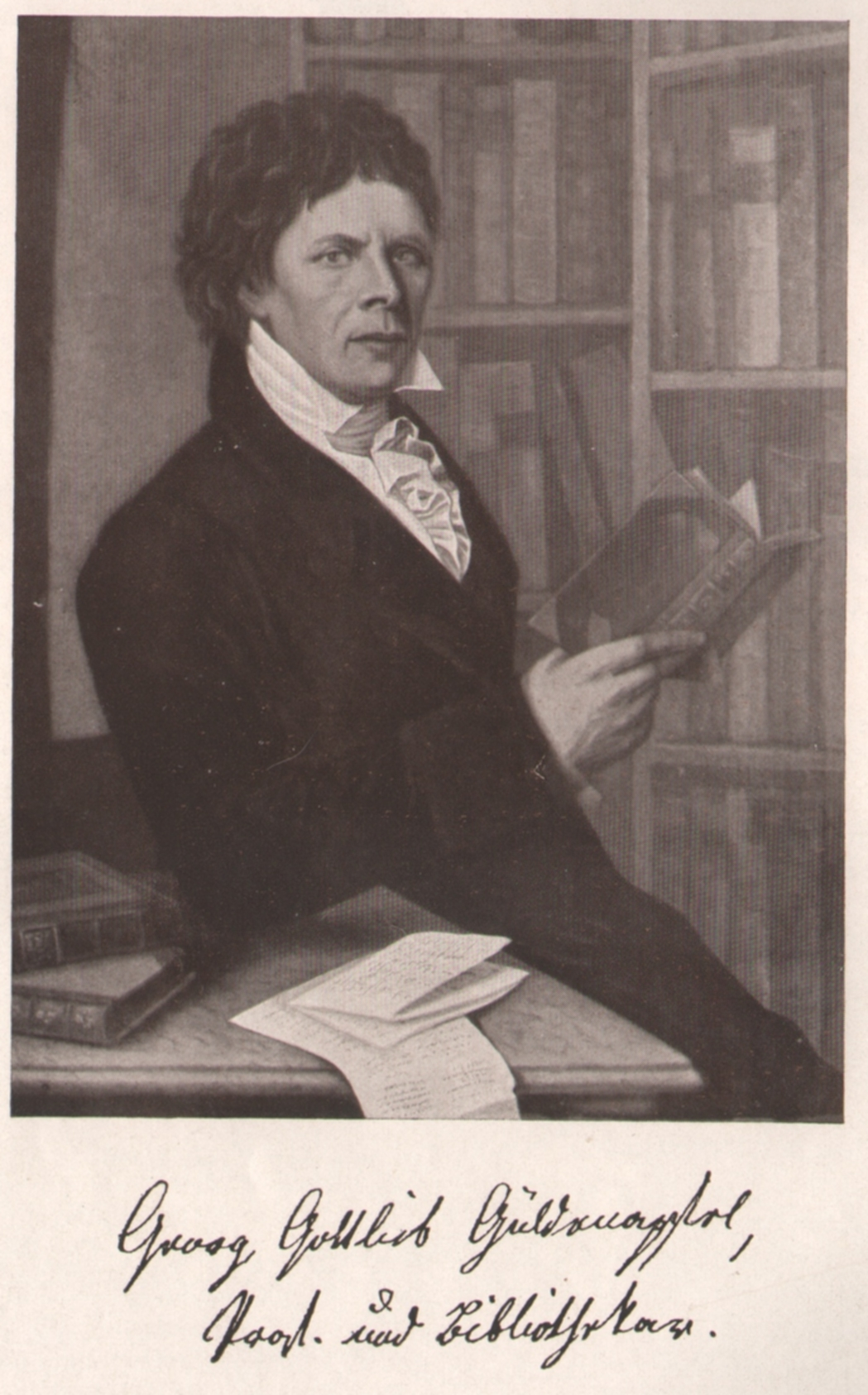
Georg Gottlieb Güldenapfel (etwa 1820)

Georg Gottlieb Güldenapfel, bis 1804 auch Johann Gottlieb Güldenapfel, (* 1. Juni 1776 in Oberndorf; † 21. September 1826 in Jena) war einer der ersten hauptamtlichen Bibliothekare in Deutschland.

## Leben
Nach dem Abitur im April 1798 in Weimar schrieb Güldenapfel sich zum Studium der Theologie und Philosophie in Jena ein. 1803 erwarb er einen Doktortitel und wurde Privatdozent ebenda; 1808 wurde er außerordentlicher Professor. Güldenapfel formte in der Funktion als Unterbibliothekar (mit Eichstädt als Oberbibliothekar) von 1811 bis 1826 die Jenaer Bibliothek aus einem Konglomerat verschiedener kaum erschlossener Teil-Bibliotheken zu einer modernen Universitätsbibliothek. 1817 wurde er ordentlicher Honorarprofessor, trat von dem Amt jedoch 1818 zurück, um sich vollständig den bibliothekarischen Arbeiten zu widmen.
Zur 50-jährigen Regierung des Großherzogs Karl August am 3. September 1825 erhielt Güldenapfel die Goldene Civil-Verdienst-Medaille.
Güldenapfel verehelichte sich am 26. September 1803 in Jena mit Johannette Luise Christophine Hess (* etwa Dezember 1777, † 2. April 1853), Tochter des akademischen Tanzmeisters Johann Christoph Hess und Schwester des Universitätskupferstechers Ludwig Hess. Das Ehepaar hatte mehrere Kinder; der Sohn Carl Wilhelm Güldenapfel (* 23. August 1812 in Jena, † 13. September 1885 in Großenlupnitz) wurde nach dem Studium Pfarrer in Ulla und Großenlupnitz.

## Werke (Auswahl)
- Leukippe. Ein Roman aus dem Griech. des Achilles Tatios. Leipzig 1802. (Übersetzung von Güldenapfel)[12]
- Anleitung zur Uebung im Uebersetzen aus dem Deutschen in das Französische. Von J. G. Güldenapfel. Jena 1803. Digitalisat.
- Lvtheri quaedam de ritibvs sacris reformandis consilia aetati nostrae accommodata celebrantvr oratione solemni qvam […] A. D. X. Septembris MDCCCIII […] habuit Ioannes Gottlieb Güldenapfel. Ienae [1803]. Digitalisat.
- Dissertatio historico-exegetica Iosephi Archaeologi de Saddvcaeorvm canone sententiam exhibens quam […] pro venia legendi A. D. XXI. Iul. MDCCCIV pvblice defendet avctor Georg. Theoph. Güldenapfel, philosophiae doctor, […]. Ienae [1804].[13][14]
- Literarisches Museum für die Großherzogl. Herzogl. Sächsischen Lande. Erster Band. (Auch unter dem Titel: Jenaischer Universitäts-Almanach für das Jahr 1816.) Jena 1816. Digitalisat.
- Tagebücher über die Arbeiten bei der Universitätsbibliothek: 1818, 1818/19, 1819/20, 1820/21, 1821/22, 1822/23, 1824/25.

## Nachweise
1. ↑  laut Güldenapfels eigenen Angaben. Laut Schmitz 1926 besagt das Kirchenbuch von Oberndorf, dass Güldenapfel am 2. Juni als Sohn der Witwe Maria Dorothea Güldenapfel geboren wurde.
2. ↑  Beigesetzt am 23. September ebenda (Privilegirte Jenaische Wöchentliche Anzeigen vom 29. September 1826, Kirchenliste).
3. ↑  Weimarische Wöchentliche Anzeigen vom 21. April 1798, S. 127.
4. ↑  als „Joan. Gottl. Güldenapfel“ am 30. April 1798 (Matrikel der Universität Jena 1764‒1801, S. 148r).
5. ↑  Vgl. den Abschnitt Bibliotheken in seinem Literarischen Museum usw. 1816, S. 301‒320.
6. ↑  Intelligenzblatt der Jenaischen Allgemeinen Literatur-Zeitung Num. 61 vom Dezember 1825, Spalte 484.
7. ↑  Traubuch Jena Bd. 4 (1787‒1803), S. 250 (laut Angabe in „Wie zwey Enden einer großen Stadt …“. Die „Doppelstadt Jena-Weimar“ im Spiegel regionaler Künstler 1770–1830. 1999. ISBN 3-930128-37-3, S. 164, Anm. 167).
8. ↑  Todesanzeige in Weimarische Zeitung vom 6. April 1853, S. 241; beigesetzt am 4. April, „alt 75 J. 4 Mon.“ (Beerdigte in Blätter von der Saale vom 21. Juni 1853, S. 310).
9. ↑  Vgl. dessen Angaben über seinen Vater und seinen Schwager in Annales Academiae Ienensis. 1. Band, Jena 1823, S. 96, sowie Hochfürstl. S. Weimar- und Eisenachischer Hof- und Addreß-Calender auf das Jahr 1801, S. 56, und Index scholarum der Universität, Winter 1826/27, S. 16.
10. ↑  Herbst 1831 bis Herbst 1835 (Verzeichniß der Studirenden der Universität Jena SS 1835, Nr. 106).
11. ↑  Thüringer Pfarrerbuch. Band 3: Großherzogtum Sachsen(-Weimar-Eisenach) ‒ Landesteil Eisenach ‒. 2000. ISBN 3-7686-4205-4, S. 180f.
12. ↑  Besprechung bei Wilhelm David Fuhrmann: Handbuch der Classischen Literatur der Griechen 1. Band, Halle 1807, S. 502f.
13. ↑  Besprechung in Neue Leipziger Literaturzeitung vom 26. September 1804, Spalte 2014f.
14. ↑  Intelligenzblatt der Jenaischen Allgemeinen Literatur-Zeitung 1. Jg. 1804, No. 102, Spalte 833.

| Personendaten    | Personendaten                                                  |
| ---------------- | -------------------------------------------------------------- |
| NAME             | Güldenapfel, Georg Gottlieb                                    |
| ALTERNATIVNAMEN  | Güldenapfel, Johann Gottlieb; Güldenapfel, Georgius Theophilus |
| KURZBESCHREIBUNG | deutscher Bibliothekar                                         |
| GEBURTSDATUM     | 1. Juni 1776                                                   |
| GEBURTSORT       | Oberndorf (Apolda)                                             |
| STERBEDATUM      | 21. September 1826                                             |
| STERBEORT        | Jena                                                           |